# アウグスタの海戦
アウグスタの海戦（アウグスタのかいせん、英語: Battle of Augusta）は仏蘭戦争中の1676年4月22日、ネーデルラント連邦共和国（オランダ）とスペイン王国の連合艦隊とフランス王国の艦隊の間の戦闘。戦闘はシチリア島の海岸、シラクサ近くで行われた。

## 歴史
ストロンボリの海戦の後、オランダとスペインの連合艦隊はフランス艦隊と再び相対した。アブラハム・デュケーヌ率いるフランス艦隊は戦列艦29隻で合計2,200門であった。ミヒール・デ・ロイテル率いる連合艦隊は戦列艦17隻（うち4隻はスペイン船）とフリゲート9隻（うち5隻はスペイン船）だった。
連合艦隊の前衛はすぐにフランス艦隊を攻撃、フランス船数隻を離脱させたが、連合艦隊の中央にいるスペイン船が退いたためオランダ艦隊はフランス艦隊に押された。しかしヤン・デン・ハーン率いるオランダ艦隊の後衛が勇猛に戦ったおかげで前衛が救われた。
戦闘は決着つかないまま終結したが、ロイテルは重傷を負って数日後に死亡、オランダ艦隊は最も重要な指揮官を失った。
両艦隊は同年のパレルモの海戦で三たび戦った。